# Banderas de la Revolución Filipina
Durante la Revolución Filipina, se utilizaron varias banderas por parte de la sociedad secreta Katipunan y sus facciones. Posteriormente fueron utilizadas por el ejército y el gobierno civil filipino tras la disolución del movimiento Katipunan.
Otras banderas eran los estandartes personales de batalla de los diferentes comandantes de la zona militar que operaban por Manila.
Las banderas mostradas en el presente artículo son las reconocidas oficialmente durante la Celebración Centenaria Filipina de 1998, aunque a menudo son consideradas de manera errónea como símbolo de la revolución. En algunas banderas hay emblemas inspiradas en la bandera nacional, sin embargo no hay relación directa con la misma.

## Banderas del Katipunan
Con el establecimiento del Katipunan, Andrés Bonifacio pidió a su mujer, Gregoria de Jesús, que creara una bandera para la sociedad. Ella diseñó una simple bandera roja con el acrónimo de la sociedad, KKK en blanco y colocado horizontalmente en el centro. Esta fue la primera bandera oficial de la sociedad.
Algunos miembros del Katipunan utilizaron otras variantes. Una variante tiene las tres kas colocadas en forma de triángulo. Otros usaron una bandera roja con una sola K.
En el momento que la revolución alcanzaba su máximo apogeo, la facción Magdiwang del Katipunan que operaba en Cavite bajo las órdenes del General Mariano Álvarez, adoptaron una bandera de color rojo con un sol blanco en el centro con la letra "K" del alfabeto baybayin.
En un principio el sol tenía un número indeterminado de rayos hasta que fue estandarizado a ocho, los cuales representan a las provincias ocupadas por el Imperio Español: (Manila, Cavite, Laguna, Batangas, Bulacán, Pampanga, Bataan, y Nueva Écija). Este modelo de sol es el actual de la bandera nacional
Otra de las facciones del Katipunan que operaban en Cavite es el Magdalo bajo el mando del General Emilio Aguinaldo. La bandera era similar a la anterior con la diferencia de que el color del sol está invertido al igual que la letra "K".
En los últimos años, las fuerzas armadas filipinas han recurrido a la bandera como estandarte,. Estos oficiales fueron opositores al Gobierno de Gloria Macapagal Arroyo y contrarios a los senadores Gregorio Honasan y Antonio Trillanes IV

## Banderas personales
|  | El jefe "Supremo del Katipunan: Andrés Bonifacio portaba una bandera personal en el que había un sol con un número indeterminado de rayos en un fondo rojo, debajo del mismo aparecen escritas tres "K"es latinas en horizontal. Esta bandera fue diseñada el 23 de agosto de 1896 durante la batalla de Pugadlawin dónde los katipuneros establecieron sus propias cédulas (impuesto comunitario de Filipinas) como desafío a las autoridades españolas. El 30 de agosto de 1896 ondeó durante la batalla de San Juan del Monte siendo esta la batalla más cruenta de la revolución |
|  | El General Mariano Llanera, quién luchara en las provincias de Bulacán, Tarlac, Pampanga y Nueva Écija, fue portador de una bandera negra similar a la bandera pirata con una gran "K" y una calavera con los huesos cruzados a la izquierda y derecha respectivamente. Bonifacio llamaba a esa bandera: Bungo ni Llanera (en tagalo), en español: La calavera de Llanera. |
|  | El General Pio del Pilar de Makati portaba una bandera roja con un triángulo equilátero en el extremo izquierdo con una "K" en cada esquina y en el centro una montaña con el sol naciente. En tagalo es conocida como Bandila ng Matagumpay (Bandera de los vencedores) y fue usada el 11 de julio de 1895. Al igual que las otras, el sol está diseñado con ocho rayos. |
|  | La bandera del General Gregorio del Pilar era una tricolor con un triángulo azul a la izquierda y dos franjas: roja y negra en la parte posterior e inferior de la misma. Del Pilar se inspiró en la bandera de Cuba después de que estos se sublevasen contra el Imperio de España. |

## Primera bandera oficial
|  | Durante la asamblea que tuvo lugar en Naic el 17 de marzo de 1897, los líderes del movimiento Katipunan decidieron diseñar una nueva bandera de color rojo con un gran sol con rostro y ocho rayos. Esta bandera fue la primera oficial de Filipinas, sin embargo, el periodo fue breve, ya que solo ondeo cerca de un año tras firmar el pacto de Biak-na-Bató con las autoridades españolas |